# Acontista concinna
Acontista concinna es una especie de mantis del género Acontista, familia Acanthopidae.